# Faringe församling
Faringe församling är en församling i Almunge pastorat i Uppsala kontrakt i Uppsala stift i Svenska kyrkan. Församlingen ligger i Uppsala kommun i Uppsala län.

## Administrativ historik
Församlingen har medeltida ursprung.
Församlingen utgjorde under medeltiden ett eget pastorat för att sedan åtminstone från 1500-talet till 1974 vara annexförsamling i pastoratet Knutby och Faringe som 1962 utökades med Edsbro och Bladåkers församlingar. Från 1974 är den annexförsamling i pastoratet Almunge, Knutby, Faringe och Bladåker, där Knutby och Bladåker från 2010 ersatts av Knutby-Bladåkers församling.

## Kyrkor
- Faringe kyrka